# Província de Hà Tĩnh
La província de Hà Tĩnh (en vietnamita: [hâː tǐŋ̟ˀ] (escolta)) és una província de la regió de Bắc Trung Bộ (regió central Nord) del Vietnam. Té una població, segons el cens de 2019, de 1.288.866 habitants i una extensió de 5.990,7 km².

## Geografia
La província de Hà Tĩnh està situada a part Nord de la Regió Central Nord del Vietnam, a uns 340 km al Sud de Hanoi. S'estén des de la latitud 17° 54'N fins a la 18° 37'N i de la longitud 106° 30'E fins a la 105 ° 07E i és contigua al Nord amb la província de Nghệ An, al Sud amb la província de Quảng Bình, Laos a l'Oest i el Mar de la Xina Meridional a l'Est (o Mar de l'Est (Biển Đông) com s'anomena al Vietnam).
Ha Tinh es troba a l'Est de la Serralada Annamita amb un terreny inclinat d'Est a Oest de mitjana un 1,2% i creuat per nombrosos rius provinents de la Serralada Annamita. La zona del vessant de la Serralada Annamita situada a la part Oest de la província te una altitud mitjana de 1500m. La muntanya més alta es Rao Co amb una altitud de 2,235 meters. La zona propera al mar es plana amb una altitud mitja de 5m i l'espai que uneix la part més muntanyosa de l'Oest amb la part mes plana de la costa està formada per petits turons i valls. El terreny de la província té bàsicament 4 tipus de terreny:
- Les zones d'alta muntanya, situades a la zona Oest de la província i a l'Est de la Serralada Annamita. El terreny es força inclinat i dividit en valls estretes seguint les lleres dels rius Ngan Pho, Ngan Sau i Rao Tro.
- Les zones semi-muntanyoses, que són la transició entre les zones d'alta munntanya i les planes, estan formades per una barreja de turons petits i mitjans i de camps.
- La plana s'estén a ambdós costats de la Carretera Nacional 1A al peu de la Serralada Annanita i te un terreny relativament pla.
- La zona costera, es troba a l'Est de la Carretera Nacional 1A, i està formada per dunes de sorra, en zones baixes plenes de sediments, llacunes o llims. A més, en aquesta zona també apareixen les muntanyes i els turons que recorren la costa i molts manglars creats a partir de molts estuaris..

## Climatologia[3]
Ha Tinh es troba en una zona tropical monsònica càlida, humida i plujosa. A més, Ha Tinh també està influït per la transició climàtica entre el nord i el sud, caracteritzada pel clima tropical típic del sud i un hivern fred al nord; de manera que el temps i el clima són molt durs. Cada any, Ha Tinh té dues estacions diferents, la temporada de pluges i la temporada d'estiu:
- Estiu: d'abril a octubre, és una temporada llarga, calorosa i seca, amb molts vents secs i calorosos del sud-oest (vent de Lao), la temperatura pot arribar a superar els 40 °C, al final de juliol a maig. Sovint hi ha tempestes acompanyades de fortes pluges que causen inundacions en molts llocs, amb la pluja màxima de 500 mm / dia.
- Hivern: de novembre a març, aquesta temporada té principalment el monsó del nord-est, amb vents freds i pluges plujoses, la temperatura pot baixar fins als 7 °C.

## Recursos Naturals

### Costa
Ha Tinh té una costa de 137 km amb molts estuaris grans i és una zona amb importància per a la pesca. El mar davant la costa de Ha Tinh té més de 267 espècies de peixos, pertanyents a 90 famílies, incloses 60 espècies d'alt valor econòmic, 20 espècies de gambes i mol·luscs com cloïsses o calamars. Les reserves de peix s’estimen en 86.000 tones i a la zona hi ha la capacitat de capturar 54.000 tones / any. La reserva de peixos i gambes a les zones poc profundes és d'unes 500-600 tones, la reserva de calamars és d'unes 3.000-3.500 tones.
La costa de Ha Tinh té moltes potencialitats en minerals com ara sorra mineral i molts llocs per construir ports marítims (actualment hi ha 2 ports de transport, 2 ports pesquers). Algunes platges com Thien Cam, Xuan Thanh, Thach Hai, Deo Con han estat explotades per turisme i relaxació.

### Rius i Llacs
A l'interior, Ha Tinh té una rica font d'aigua gràcies a un sistema dens de rius, rierols i preses. Amb 266 embassaments amb una capacitat d'emmagatzematge total de més de 600 milions de m3, Ha Tinh dona servei a 282 estacions de bombament amb un cabal total de 338.000m3 / s, 15 preses amb un cabal bàsic total de 6,9m3 / s regant 47.737 ha de conreu. Tota la província té més de 30 rius grans i petits amb una longitud total de més de 400 km, amb reserves d'uns 9-10 milions de m3 / any. La captació total dels rius és d'uns 5.924 km², dels quals Song La està formada per dos rius Ngan Sau i Ngan Pho amb una superfície de conca de 3.221km2. El riu Cua Sot és la confluència del riu Nghen i el riu Rao Cai amb una àrea de captació de 1.349 km². El riu Cua Nhuong és la confluència dels rius Gia Hoi i Rac amb una superfície de conca de 356 km². El riu Cua Khau és la confluència de Song Tri i Song Quyen amb una zona de captació de 510 km². El riu Rao Tro té una conca que inclou les comunes Ky Tay, Ky Thuong, Ky Son, Ky Lam, Ky Lac, Ky Tan, Ky Hoa, Ky Hop, el districte de Ky Anh, la província de Ha Tinh i les comunes de Ngu Hoa, Phong Hoa pertanyen a Districte de Tuyen Hoa, província de Quang Binh. El riu Rao Tro té una longitud de més de 60 km amb una superfície de conca de 556 km², la secció que passa per la terra de Ha Tinh té una longitud de 54 km, amb una àrea de captació de 488 km². La tanca del riu Tro desemboca al riu Source Say, a la comuna de Phong Hoa, abans d'unir-se al riu Gianh, província de Quang Binh. Els rius a Ha Tinh són la font d'abastiment d'aigua per a les necessitats domèstiques i activitats de desenvolupament socioeconòmic i també tenen la funció de drenatge de les inundacions a la temporada de pluges.

### Aigües subterránees
Tot i que la quantitat d'aigua de riu és força gran, l'ús per a la producció agrícola i la vida diària és limitat a causa de la sequedat a les zones altes i la salinitat aigües avall. Les dades mostren que la profunditat del freátic canvia en funció de la topografia i les precipitacions durant l'any. Normalment, les planes costaneres presenten nivells d'aigua freática subterránea poc profunds, mentre que a les zones mitjanes i muntanyoses aquesta aigua freática sovint sovint es troba a més rofunditat i s'esgota fàcilment durant l'estació seca, cosa que afecta significativament la vida de les persones de la regió. Ha Tinh té una mina d'aigua mineral a Son Kim, districte de Huong Son, amb una bona ubicació al costat de l'autopista 8 i a prop de la porta fronterera internacional Cau Treo.

### Recursos Minerals
Els minerals de Ha Tinh estan dispersos a gairebé per tots els districtes de la província, des de zones costaneres fins a zones muntanyenques centrals. S'hi troben minerals combustibles, incloent carbó, principalment al districte de Huong Khe i carbó marró. Es coneixen al menys 10 punts amb mineral de ferro, inclosos Thach Khe, Huong Thu, Bald Truoi, Hoa Duyet, Hon Ban, Khe Lap, Ky Lien, Moc Bai, Van Cu. També hi ha punts on es troba ferro-manganès, entre ells Phu Loc, Thuong Loc (districte Can Loc), Nui Bac, comuna Duc Lap (districte Duc Tho). La Federació Geològica Central del Nord està evaluant si hi ha minerals de ferro-manganès a Dong Ken (comuna Thinh Loc, districte Loc Ha), la pagoda de Vung (Comuna Cuong Gian, districte Nghi Xuan), Ham Son (comuna Tan Loc, districte Loc Ha).HI ha també jaciments d'estany a la comuna de Son Kim, i algunes taques de mineral d'or. Els minerals industrials inclouen fosforita, torba, caolines.
L'abundància i la varietat de minerals que s’utilitzen com a materials de construcció habituals solen ser d'escala força gran i constitueixen un recurs important per al desenvolupament econòmic. La província de Ha Tinh ha investigat 121 àrees de mines minerals per utilitzar-les com a materials de construcció, incloses les terres d'anivellament amb una superfície total de 6.193 ha, recursos d'uns 1.522.095 mil m3, dels quals 31 àrees de pedra de construcció, 23 de maó i rajola. zones argiloses, 31 zones de sorra de construcció i 36 zones de rebliment. La majoria de les mines són a cel obert, fàcilment identificables i moltes mines es troben a prop de carreteres nacionals i carreteres provincials.

### Flora i Fauna[7]
Els boscos naturals més comuns són els boscos tropicals, a les zones altes muntanyoses es troben també boscos de coníferes subtropicals. Els boscos de plantació són majoritàriament pins de resina, actualment superen les 18.000 ha, de les quals es poden explotar més de 7.000 ha. el volum de bosc natural arriba als 21.115.828 m3). La cobertura vegetal del bosc de Ha Tinh és molt diversa, amb més de 86 famílies i 500 espècies d'arbres. Inclou molts tipus de fustes precioses com ara pedra calcària, crisantem, tau, ungles, caoba, pomu ...
A la regió hi hamolts animals rars com tigres, lleopards, cérvols negres, cabres de banyes rectes, faisans, faisans i altres rèptils. Especialment, el parc nacional Vu Quang (als districtes de Vu Quang i Huong Khe) té prop de 300 tipus de plantes i animals rars. S'han descobert dos animals rars i preciosos, a saber, Sao La i Mang Lon. El bosc de Vu Quang té un terreny accidentat d'alta muntanya, separat del clima tropical humit i circumdant, molt favorable per al desenvolupament de plantes i animals. Es tracta d'un bosc primari rar i preciós al Vietnam i és un dels ecosistemes amb valor econòmic, científic i paisatgístic. La reserva natural de Ke Go també és un lloc valuós, hi ha més de 414 espècies vegetals, 170 espècies de mamífers, 280 espècies d'ocells.
A més, l'ecosistema de manglars costaners de Ha Tinh també és força abundant, amb molts tipus de plantes i animals aquàtics amb un alt valor econòmic. Concentrat principalment a les zones de grans estuaris com Cua Hoi, Cua Sot, Cua Nhuong o Cua Khau.